# Współczynnik wypłacalności
Współczynnik wypłacalności (zwany również: współczynnikiem adekwatności kapitałowej lub współczynnikiem Cooka) – współczynnik wyrażający stosunek kapitałów własnych netto banku do wartości aktywów i pozycji pozabilansowych ważonych ryzykiem. Współczynnik wypłacalności banku stanowi rodzaj normy ostrożnościowej wykorzystywany przy działaniach nadzorczych w stosunku do instytucji kredytowych (np. banków).
Przy obliczaniu wartości współczynnika wypłacalności poszczególnym pozycjom aktywów i pozycjom pozabilansowym przydziela się stopnie ryzyka kredytowego, wyrażone jako wagi procentowe. Wartość bilansową każdej pozycji aktywów mnoży się następnie przez stosowną wagę ryzyka w celu wyliczenia wartości ważonej ryzykiem.
Współczynnik wypłacalności jest jednym z podstawowych elementów, które pozwalają określić kondycję finansową banku. Wskazuje on, jaka jest strefa bezpieczeństwa dla wierzycieli i deponentów na wypadek nieoczekiwanych strat, które mogą zostać poniesione przez bank.
Współczynnik wypłacalności określany jest procentowo. Wskazuje on na możliwość ochrony za pomocą kapitałów własnych.
Zgodnie z ustawą Prawo bankowe banki w Polsce są zobowiązane utrzymywać współczynnik wypłacalności na poziomie co najmniej 8%, a bank rozpoczynający działalność operacyjną na poziomie co najmniej 15% przez pierwsze 12 miesięcy działalności, a przez następne 12 miesięcy działalności – co najmniej 12%.

## Wagi ryzyka
Poszczególnym kategoriom aktywów nadane są w Unii Europejskiej następujące wagi ryzyka, jednakże właściwe władze mogą ustalić wyższe wagi, jeśli uznają to za stosowne:
- Waga zerowa:

1. gotówka w kasie lub pozycje równoważne;
2. pozycje aktywów stanowiące wierzytelności wobec rządów centralnych i banków centralnych strefy A[a];
3. pozycje aktywów stanowiące wierzytelności wobec Wspólnot Europejskich;
4. pozycje aktywów stanowiące wierzytelności zabezpieczone bezpośrednimi gwarancjami rządów centralnych i banków centralnych strefy A lub Wspólnot Europejskich;
5. pozycje aktywów stanowiące wierzytelności wobec rządów centralnych i banków centralnych strefy B[b], wyrażone i wypłacone w walucie krajowej kredytobiorcy;
6. pozycje aktywów stanowiące wierzytelności zabezpieczone bezpośrednimi gwarancjami rządów centralnych i banków centralnych strefy B, wyrażone i wypłacone w walucie krajowej wspólnej dla gwaranta i kredytobiorcy;
7. pozycje aktywów zabezpieczone w stopniu zadowalającym dla właściwych władz papierami wartościowymi rządów centralnych lub banków centralnych strefy A, bądź papierami wartościowymi wyemitowanymi przez Wspólnoty Europejskie, bądź też środkami na rachunku prowadzonym w instytucji udzielającej kredytu lub certyfikatami depozytowymi, bądź podobnymi instrumentami, wyemitowanymi przez tę instytucję i złożonymi w tej instytucji;

- Waga 20%

1. pozycje aktywów stanowiące wierzytelności wobec Europejskiego Banku Inwestycyjnego;
2. pozycje aktywów stanowiące wierzytelności wobec banków rozwoju wielostronnego;
3. pozycje aktywów stanowiące wierzytelności zabezpieczone bezpośrednimi gwarancjami Europejskiego Banku Inwestycyjnego;
4. pozycje aktywów stanowiące wierzytelności zabezpieczone bezpośrednimi gwarancjami banków rozwoju wielostronnego;
5. pozycje aktywów stanowiące wierzytelności wobec władz regionalnych i lokalnych państw strefy A;
6. pozycje aktywów stanowiące wierzytelności zabezpieczone bezpośrednimi gwarancjami władz regionalnych i lokalnych państw strefy A;
7. pozycje aktywów stanowiące wierzytelności wobec instytucji kredytowych strefy A, lecz niezakwalifikowane do funduszy własnych tych instytucji;
8. pozycje aktywów stanowiące wierzytelności wobec instytucji kredytowych strefy B o terminie zapadalności do jednego roku, z wyłączeniem papierów wartościowych wyemitowanych przez te instytucje i uznanych za składniki funduszy własnych tych instytucji;
9. pozycje aktywów zabezpieczone bezpośrednimi gwarancjami instytucji kredytowych strefy A;
10. pozycje aktywów stanowiące wierzytelności o terminie zapadalności do jednego roku, zabezpieczone bezpośrednimi gwarancjami instytucji kredytowych strefy B;
11. pozycje aktywów zabezpieczone, w stopniu zadowalającym dla właściwych władz, papierami wartościowymi wyemitowanymi przez Europejski Bank Inwestycyjny lub wielostronne banki rozwoju;
12. pozycje środków pieniężnych w drodze;

- Waga 50%:

1. kredyty w pełni i całkowicie zabezpieczone w stopniu zadowalającym dla właściwych władz hipoteką ustanowioną na nieruchomości mieszkalnej, którą kredytobiorca zamieszkuje lub będzie zamieszkiwał, bądź też oddał lub odda w najem;
2. przedpłaty i narosłe odsetki (rozliczenia międzyokresowe czynne): te pozycje aktywów podlegają wagom ryzyka odpowiadającym danemu kontrahentowi, gdy instytucja kredytowa jest w stanie ustalić tożsamość tego kontrahenta. W innych przypadkach, gdy tożsamości kontrahenta nie można ustalić, stosuje się jednolitą wagę 50%;

- Waga 100%:

1. pozycje aktywów stanowiące wierzytelności wobec rządów centralnych i banków centralnych strefy B, z wyjątkiem wierzytelności wyrażonych i wypłaconych w walucie krajowej kredytobiorcy;
2. pozycje aktywów stanowiące wierzytelności wobec władz regionalnych i lokalnych państw strefy B;
3. pozycje aktywów stanowiące wierzytelności wobec instytucji kredytowych strefy B o terminie zapadalności powyżej jednego roku;
4. pozycje aktywów stanowiące wierzytelności wobec sektora pozabankowego strefy A lub strefy B;
5. „aktywa” rzeczowe;
6. pakiety akcji, udziały kapitałowe i inne składniki funduszy własnych innych instytucji kredytowych, których nie odejmuje się od funduszy własnych udzielającej kredytu instytucji;
7. wszystkie pozostałe pozycje aktywów, z wyłączeniem pozycji odejmowanych od funduszy własnych.